# 紫外可視近赤外分光法
紫外可視近赤外分光法（しがいかしきんせきがいぶんこうほう、UV-Vis-NIR）は、紫外 (UV, UltraViolet)、可視 (Vis, Visible)、および近赤外 (NIR, Near InfraRed) 領域の光吸収を測定する分光法である。通常、200–1,500 nm 程度の波長範囲について測定する。
一般に、この範囲の吸光は、分子内の電子遷移に由来する。遷移過程としては、π-π* 遷移、n-π* 遷移、d-d 遷移、金属-配位子間電荷移動 (MLCT)、原子価間電荷移動移動 (IVCT) などがあるが、このような遷移過程を持つ分子は比較的少ない（一方、赤外吸収は分子振動・回転に由来するため、ほとんど全ての分子が示す）。
したがって、本法の対象となる試料は限られたものとなる。しかしながら、測定が容易であること、結果が肉眼での観察と一致しわかりやすいこと、分子によっては極めて特徴的なスペクトルを示すこと（ポルフィリンなど）、スペクトルが物質の状態によって敏感に変化することなどから、特に錯体化学や分析化学で頻繁に用いられる測定法である。

## 装置

### 光源
可視光領域（340〜1100nm）ではタングステンランプ、紫外光領域（185〜360nm）では重水素ランプが用いられる。

### 試料室
シングルビーム方式では、試料室に一つの試料だけが設置できる。
ダブルビーム方式では、サンプルの他に対照サンプル用の設置台がある。対照サンプル側で溶媒による吸収や、光源強度の変動を測定することで、その影響を差し引くことができる。

### 分光器
試料を透過した光をモノクロメーターで分光する。

### 検出器
光検出器としては光電子倍増管などが用いられる。

## 紫外可視近赤外分光スペクトル
下図に示すように、ベンゼン、ナフタレン、アントラセン、テトラセン、ペンタセンのそれぞれの吸収スペクトルの例を示す（図の黒線）。
スペクトル左側の灰色地の領域が紫外領域、右側の灰色地の領域が近赤外部である。共役 π 電子系が長くなるにつれ、極大吸収波長 λ が長波長側にシフトしてゆくので、吸収が紫外領域から可視領域へと伸展して行く。
紫外可視近赤外分光法では、分子の光が吸収する度合いを調べる。分子の光が吸収するエネルギーは、電子遷移のエネルギーを持った光以外に振動や回転のエネルギーを持った光も吸収してしまうため、連続スペクトルになる。

## 測定対象となる試料・測定困難な試料
測定対象となる試料
溶液・薄膜など、ある程度の光を透過するもの
測定困難な試料
不透明なもの（顔料など、透過法では無く反射法で測定を行う）